# Predgorni
Predgorni (en ruso: Предгорный) es un posiólok del raión de Séverskaya, en el krai de Krasnodar de Rusia. Está situado en el borde septentrional del Cáucaso occidental, 8 km al este de Séverskaya y 27 km al suroeste de Krasnodar, la capital del krai. Tenía 42 habitantes en 2010.
Pertenece al municipio Séverskoye.